# Herbert Pankau
Herbert Pankau (Blankwitt, 4 de outubro de 1941 – 25 de julho de 2025) foi um futebolista profissional e treinador alemão que atuava como meia, medalhista olímpico.

## Carreira
Herbert Pankau fez parte do elenco da Alemanha Oriental, bronze em 1964. Foi atleta e treinador do Hansa Rostock